# Dendrobium acutisepalum
Dendrobium acutisepalum är en orkidéart som beskrevs av Johannes Jacobus Smith. Dendrobium acutisepalum ingår i släktet Dendrobium, och familjen orkidéer. Inga underarter finns listade i Catalogue of Life.